# جون نيومان (كاهن كاثوليكي)
جون نيومان (بالإنجليزية: John Neumann)‏ هو كاهن كاثوليكي أمريكي، ولد في 28 مارس 1811 في براخاتيتسه في التشيك، وتوفي في 5 يناير 1860 في فيلادلفيا في الولايات المتحدة بسبب سكتة.

## معرض صور

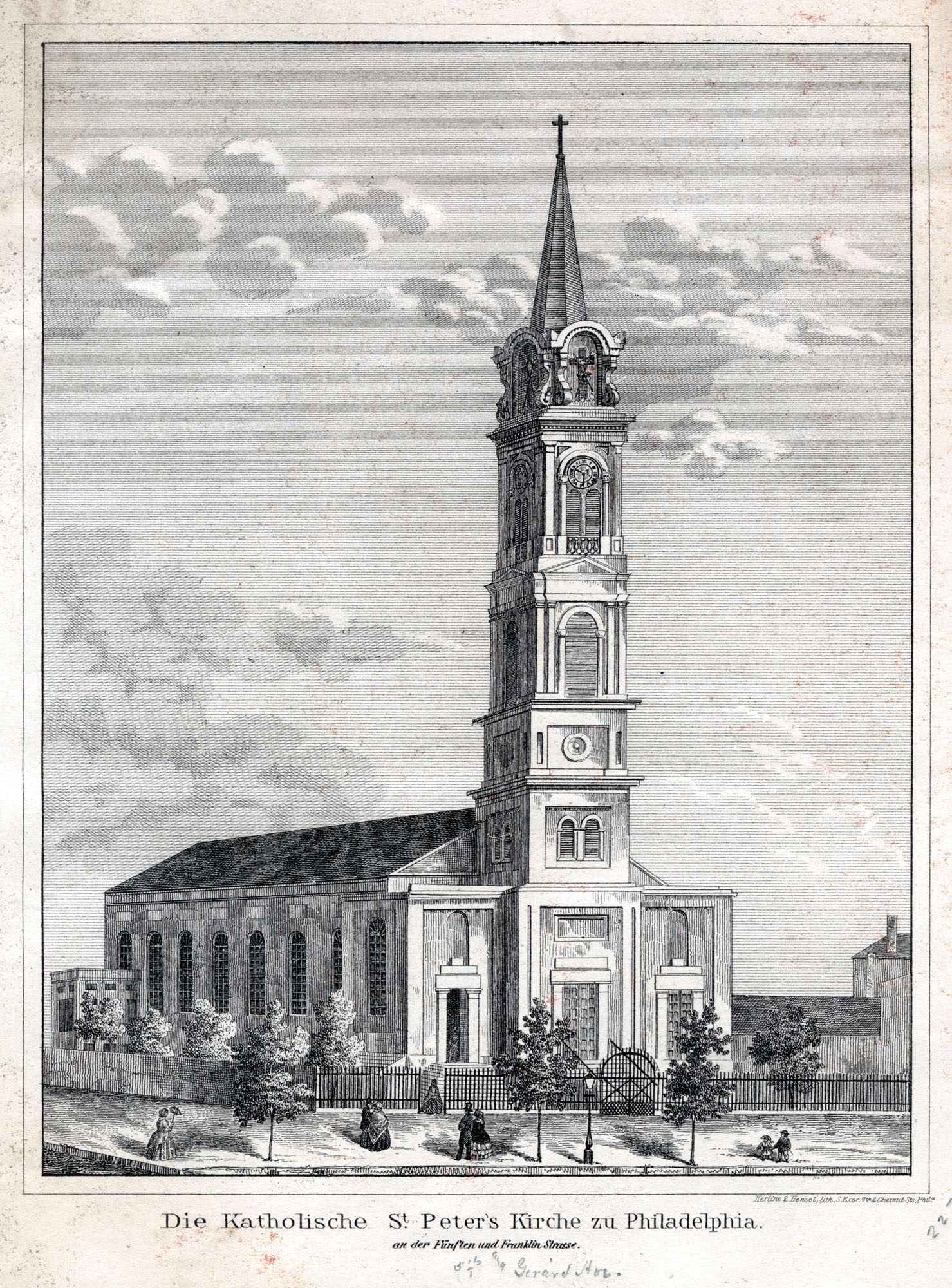
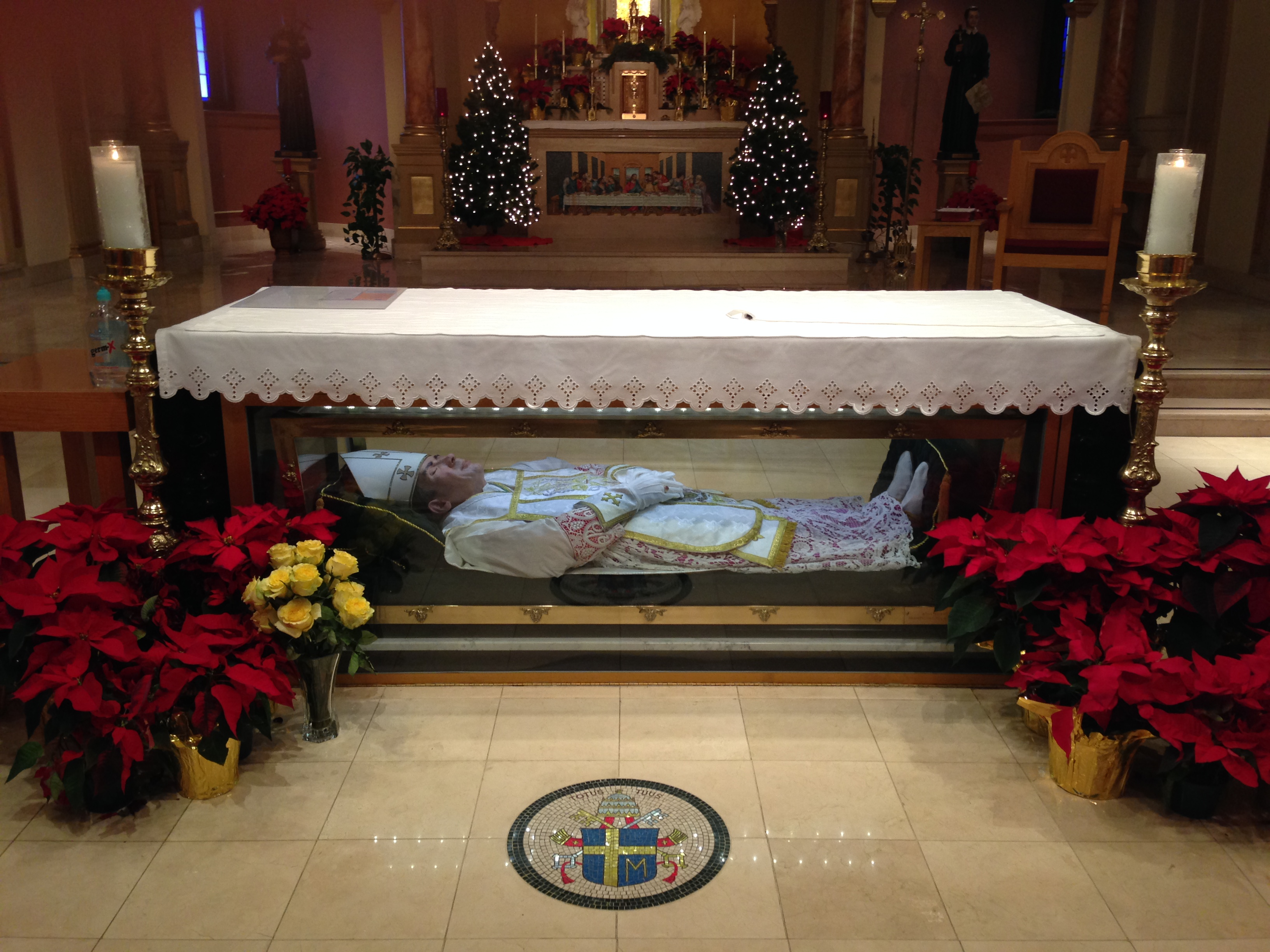
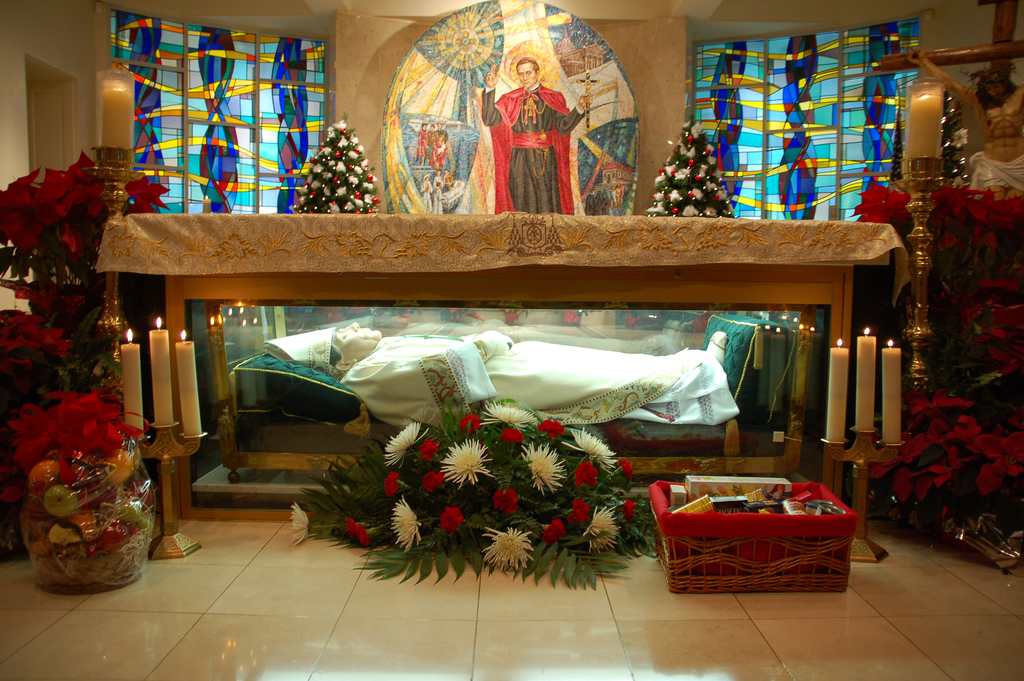

## وصلات خارجية
- جون نيومان على موقع الموسوعة البريطانية (الإنجليزية)